# 이스마이을르구
이스마이을르구(아제르바이잔어: İsmayıllı rayonu)는 아제르바이잔 북동부에 위치한 구로 행정 중심지는 이스마이을르이며 면적은 2,074km2, 인구는 72,144명(1999년 기준)이다.